# County Tyrone
Tyrone (irisch: Tír Eoghain, „Eoghans Land“) ist eine der sechs historischen Grafschaften (countys) Nordirlands.

## Geografie
Im Norden liegen die Sperrin Mountains, im Osten wird die Grafschaft durch den Lough Neagh begrenzt. Die Mitte der Grafschaft besteht aus Hoch- und Hügelland.

## Städte
- Cookstown
- Dungannon
- Omagh
- Strabane

## Sehenswürdigkeiten

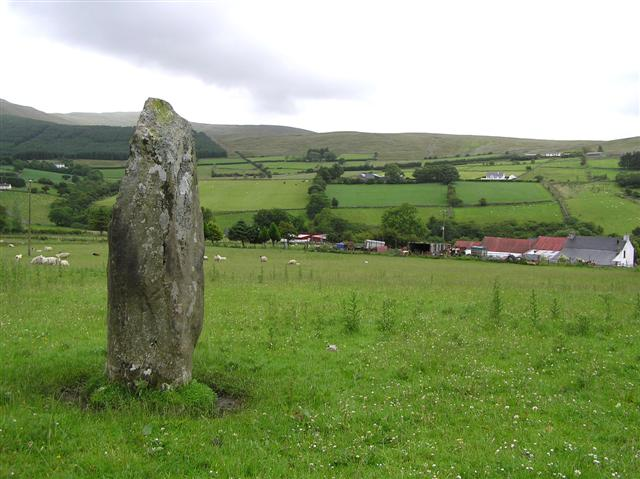
Menhir von Aghalane

- Liste von Court Tombs in Irland#County Tyrone
- Liste von Wedge Tombs in Irland#County Tyrone
- Liste der Portal Tombs in Irland#County Tyrone
- Aghagogan, Menhir, Steinkiste
- Aghalane, Menhir
- Altadaven Wood, „St Patrick’s Chair and Well“
- Beaghmore, Steinkreise und Cairns
- Cregganconroe
- Knockmany, Passage Tomb „Annia’s Cove“
- Keltenkreuze, Hochkreuze von Ardboe und Donaghmore[1]
- Killyliss, Rath
- Oghamstein und Menhir von Aghascrebagh
- Tullaghoge Fort, Inaugurationsplatz der O’Neils.

## Persönlichkeiten
- Susan McGahey (1862–1919), Oberin (Matron) und Präsidentin des International Council of Nurses
- Brian Friel (1929–2015), Dramatiker
- Benedict Kiely (1919–2007), Schriftsteller und Journalist
- Kevin McKenna (1945–2019), IRA-Stabschef
- Dennis Taylor (* 1949), Snookerspieler